# 中法新约

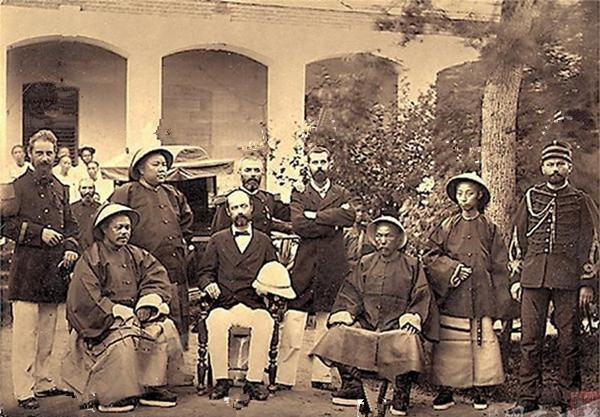
签署完条约后的李鸿章与巴德诺

《中法新约》（法語：Traité de Tien-Tsin），全称为《中法會訂越南條約十款》（法語：Traité de Paix, d'amitié et de commerce entre la Chine et la France），又稱《中法會訂越南條約》、《越南條款》或《李巴條約》，是清朝政府和法国为结束中法战争而于1885年6月9日（光绪十一年四月廿七）在天津签订的和约，签字者为李鸿章和法国驻华公使儒勒·巴德诺。正本原存於中華民國外交部，現寄存於國立故宮博物院恆溫恆濕的庫房保存。

## 主要内容
条约共十款，主要内容为：
1. 中国承认法国与越南1884年签订的第二次顺化条约；
2. 中法两国派员勘定中越边界；
3. 中国和越南边境开放两处通商：保胜、谅山；
4. 中国对法国货物的进口，给予减税待遇；
5. 中国西南地区修建铁路，法国享有优先协商权；
6. 法国撤出基隆、澎湖。

该条约的签订，代表着中国承认法国对越南的保护权，同时使得中国西南逐渐成为法国的势力范围。